# Hermigua
Hermigua è un comune spagnolo di 2 038 abitanti situato nella comunità autonoma delle Canarie.